# Amara acuticauda
Amara acuticauda är en skalbaggsart som beskrevs av Thomas Casey. Amara acuticauda ingår i släktet Amara och familjen jordlöpare. Inga underarter finns listade i Catalogue of Life.